# شهر مذهبی
شهر مذهبی عنوانی است برای شهر‌هایی که به دلایل گوناگون مورد احترام و توجه پیروان یک دین یا مذهب خاص هستند. برای نمونه در ایران شهرهای مشهد و قم شهرهای مذهبی شیعیان به حساب می‌آیند.

## فهرست برخی شهرهای مذهبی
- اورشلیم یا بیت المقدس
- قم
- کربلا
- نجف
- خانقین
- سامرا
- مشهد
- مدینه
- مکه
- واتیکان
- کاتماندو
- کاظمین
- کاشمر
- شیراز
- ری
- کازرون